# Elaphoglossum ovatilimbatum
Elaphoglossum ovatilimbatum är en träjonväxtart som beskrevs av Roland Napoléon Bonaparte. Elaphoglossum ovatilimbatum ingår i släktet Elaphoglossum och familjen Dryopteridaceae. Inga underarter finns listade.